# Filippo di Dampierre
Filippo di Dampierre (tra il 1251 e il 1260 – 1308) fu conte di Chieti e di Loreto. Partecipò come cavaliere alla guerra contro gli aragonesi al fianco degli angioini, accanto ai guelfi agli scontri in Toscana contro i ghibellini e come comandante delle truppe fiamminghe alla guerra contro Filippo il Bello.

## Biografia
Figlio cadetto del conte di Fiandra, Guido di Dampierre, e di sua moglie Matilde di Béthune, fu avviato alla carriera ecclesiastica e intraprese gli studi teologici a Parigi.
Carlo d'Angiò, che si era già avvalso dell'aiuto militare di suo padre Guido nella crociata di Tunisi e di suo fratello Roberto nella battaglia di Benevento, quando i suoi parenti decisero di tornare in Fiandra nel 1283 convinse Filippo ad abbandonare lo stato ecclesiastico e a seguirlo a Napoli.
Filippo fu armato cavaliere e gli fu data in moglie Matilde di Courtenay, orfana del conte Rodolfo, che gli portò in dote alcune signorie in Francia e la contea di Chieti; ebbe poi da Carlo II la contea di Loreto, tolta allo svevo Corrado di Antiochia.
Partecipò con la flotta angioina allo scontro navale del 1287 contro gli aragonesi guidati da Ruggiero di Lauria, ma fu preso in ostaggio e fu liberato solo dopo il pagamento di un riscatto. Prese poi parte accanto alla guelfa Firenze alla guerra del 1289-1293 contro le ghibelline Pisa e Arezzo.
Rimasto vedovo nel 1301, sposò Filippina de Milly, vedova di Ugo di Sully, che gli diede il primo erede, Luigi.
Allo scopo di accrescere i propri possedimenti, arrivò spesso a usurpare terre e violare libertà e privilegi delle città demaniali. Il suo atteggiamento suscitò gravi malcontenti a Lanciano, che ricorse al re per difendere i suoi diritti: Filippo aggredì i deputati di Lanciano e uno di essi rimase ucciso, causando una ribellione contro la sua autorità.
Intanto il re di Francia aveva fatto imprigionare suo padre Guido e suo fratello Roberto e aveva esteso il suo dominio sulla Fiandra: ma a partire dal 1302 a Bruges scoppiò una rivolta contro l'occupazione francese e due fratellastri di Filippo, Guido e Giovanni, si misero a capo delle truppe ribelli. Filippo ottenne da Carlo II il permesso di unirsi alla guerra dei fratellastri contro il re di Francia e diede prova di grande capacità militari alla guida dell'esercito fiammingo e, allo stesso tempo, mostrò una notevole abilità diplomatica: fu però sconfitto nella battaglia di Mons-en-Pévèle.
Nel frattempo Carlo II, che disapprovava l'intervento in armi di Filippo contro il re di Francia, approfittando dell'assenza del suo feudatario oltre i limiti di tempo consentiti, nel febbraio 1303 confiscò tutti i suoi possedimenti.
Filippo tornò nel regno di Napoli nel 1305, ma i suoi domini erano ormai limitati ai pochi territori ricevuti in dote dalla seconda moglie: per mantenere il suo stile di vita, si indebitò notevolmente. Fece testamento nel febbraio 1308 e morì poco tempo dopo.

## Ascendenza
|                           |                         |                               | Genitori                    |  |  | Nonni |  |  | Bisnonni            |  |  | Trisnonni                |  |
|                           |                         |                               |                             |  |  |       |  |  | Guy II di Dampierre |  |  | Guglielmo I di Dampierre |  |
|                           |                         |                               |                             |  |  |       |  |  | Guy II di Dampierre |  |  | Guglielmo I di Dampierre |  |
|                           |                         | Ermengarda di Toucy           |                             |  |  |       |  |  | Guy II di Dampierre |  |  |                          |  |
| Guglielmo II di Dampierre |                         |                               |                             |  |  |       |  |  | Guy II di Dampierre |  |  |                          |  |
|                           |                         | Matilde I di Borbone          | Arcimbaldo di Borbone       |  |  |       |  |  |                     |  |  |                          |  |
|                           |                         | Matilde I di Borbone          | Arcimbaldo di Borbone       |  |  |       |  |  |                     |  |  |                          |  |
|                           |                         | Matilde I di Borbone          | Alice di Borgogna           |  |  |       |  |  |                     |  |  |                          |  |
| Guido di Dampierre        |                         | Matilde I di Borbone          |                             |  |  |       |  |  |                     |  |  |                          |  |
|                           |                         | Baldovino I di Costantinopoli | Baldovino V di Hainaut      |  |  |       |  |  |                     |  |  |                          |  |
|                           |                         | Baldovino I di Costantinopoli | Baldovino V di Hainaut      |  |  |       |  |  |                     |  |  |                          |  |
|                           |                         | Baldovino I di Costantinopoli | Margherita I di Fiandra     |  |  |       |  |  |                     |  |  |                          |  |
| Margherita II di Fiandra  |                         | Baldovino I di Costantinopoli |                             |  |  |       |  |  |                     |  |  |                          |  |
|                           |                         | Maria di Champagne            | Enrico I di Champagne       |  |  |       |  |  |                     |  |  |                          |  |
|                           |                         | Maria di Champagne            | Enrico I di Champagne       |  |  |       |  |  |                     |  |  |                          |  |
|                           |                         | Maria di Champagne            | Maria di Francia            |  |  |       |  |  |                     |  |  |                          |  |
| Filippo di Dampierre      |                         | Maria di Champagne            |                             |  |  |       |  |  |                     |  |  |                          |  |
|                           | Guglielmo II di Béthune | Roberto V di Béthune          |                             |  |  |       |  |  |                     |  |  |                          |  |
|                           | Guglielmo II di Béthune | Roberto V di Béthune          |                             |  |  |       |  |  |                     |  |  |                          |  |
|                           | Guglielmo II di Béthune | Adelaide di Saint-Pol         |                             |  |  |       |  |  |                     |  |  |                          |  |
| Roberto VII di Béthune    | Guglielmo II di Béthune |                               |                             |  |  |       |  |  |                     |  |  |                          |  |
|                           |                         | Matilde di Dendermonde        | Gualtieri II di Dendermonde |  |  |       |  |  |                     |  |  |                          |  |
|                           |                         | Matilde di Dendermonde        | Gualtieri II di Dendermonde |  |  |       |  |  |                     |  |  |                          |  |
|                           |                         | Matilde di Dendermonde        | Adele di Rozoy              |  |  |       |  |  |                     |  |  |                          |  |
| Matilde di Béthune        |                         | Matilde di Dendermonde        |                             |  |  |       |  |  |                     |  |  |                          |  |
|                           |                         | Arnoldo II di Morialmez       | Godescalco di Morialmez     |  |  |       |  |  |                     |  |  |                          |  |
|                           |                         | Arnoldo II di Morialmez       | Godescalco di Morialmez     |  |  |       |  |  |                     |  |  |                          |  |
|                           |                         | Arnoldo II di Morialmez       | Edvige di Ham               |  |  |       |  |  |                     |  |  |                          |  |
| Elisabetta di Morialmez   |                         | Arnoldo II di Morialmez       |                             |  |  |       |  |  |                     |  |  |                          |  |
|                           |                         | Giovanna di Bailleul          | Baldovino II di Bailleul    |  |  |       |  |  |                     |  |  |                          |  |
|                           |                         | Giovanna di Bailleul          | Baldovino II di Bailleul    |  |  |       |  |  |                     |  |  |                          |  |
|                           |                         | Giovanna di Bailleul          | Agnese di Wavrin            |  |  |       |  |  |                     |  |  |                          |  |
|                           |                         | Giovanna di Bailleul          |                             |  |  |       |  |  |                     |  |  |                          |  |